# 妮琪·希爾頓
妮琪·希爾頓·羅斯柴爾德（Nicky Hilton Rothschild，1983年10月5日—）是美國社交名媛兼藝人芭黎絲·希爾頓的妹妹。妮琪本人也是一位社交名媛，同是擔任流行時尚設計師。兩人被稱作希爾頓姐妹（The Hilton Sisters）。

## 早年
妮琪·希爾頓在美國紐約市出生，在洛杉磯長大。她是希爾頓家族繼承者理查·希爾頓和凱西·希爾頓所生的四姊弟當中的老二，女演員金·理查茲與凱爾·理查茲是她的阿姨，芭黎絲·希爾頓則是她的姊姊。妮琪·希爾頓的名字命名自她的伯祖父小康拉德·尼克森·「尼奇」·希爾頓。
妮琪·希爾頓信仰天主教。她具有挪威裔、德國裔、義大利裔、英格蘭裔、蘇格蘭裔及愛爾蘭裔血統。2001年，妮琪自聖心修道院畢業，該所學校是一間天主教女子學校。她曾到紐約流行設計學院和帕森設計學院上課，但沒有得到學位。

## 軼事
- 跟姊姊芭黎絲相較之下，妮琪很少有負面新聞見報。

- 真人實境秀《拜金女新體驗》（The Simple Life）的製作單位原本屬意由芭莉絲和妮琪兩姐妹來參予演出，但是妮琪本人的意願相當低。她表示：「我壓根兒就不想要過儉樸的生活」（由於節目名稱The Simple Life意為過樸素的生活）

- 妮琪和美國演員伊恩·桑莫哈德曾經交往過。

- 妮琪和歐森姐妹之間似乎有些齟齬，她曾經在媒體前說過『我和歐森姐妹之間不太熟』。

- 妮琪曾經有過一段短暫的婚姻。

## 外部連結
- 官方网站
- Nicky Rothschild在互联网电影资料库（IMDb）上的資料（英文）
- 在AllMovie上Nicky Hilton的頁面（英文）
- 爛番茄上《Nicky Hilton》的資料（英文）
- TCM电影资料库上Nicky Hilton的资料（英文）